# Picrophylla hyleora
Picrophylla hyleora là một loài bướm đêm trong họ Geometridae.